# Rhynchotettix rostratus
Rhynchotettix rostratus är en insektsart som beskrevs av Hancock, J.L. 1907. Rhynchotettix rostratus ingår i släktet Rhynchotettix och familjen torngräshoppor. Inga underarter finns listade i Catalogue of Life.